# Howraghat
Howraghat is een dorp in het district Karbi Anglong van de Indiase staat Assam. 

## Demografie
Volgens de Indiase volkstelling van 2001 wonen er 4.659 mensen in Howraghat, waarvan 58% mannelijk en 42% vrouwelijk is. De plaats heeft een alfabetiseringsgraad van 80%. 